# Calcosiderita
La calcosiderita es un mineral, fosfato hidratado de cobre y hierro, con hidroxilos, descubierto a principios del siglo XIX a partir de ejemplares procedentes de la mina Phoenix United, Linkinhorne (Cornualles) Reino Unido, y de la mina Hollerts, en Dermbach, Alterkirchen (Renannia-Palatinado), Alemania. Ambas se consideran como localidades tipo. El nombre procede de las palabras griegas para cobre y hierro, reflejando su composición.

## Propiedades físicas y químicas
La calcosiderita es un fosfato de cobre y hierro, que forma una serie con la turquesa, que es el término con aluminio predominante en lugar del hierro. Consecuentemente la calcosiderita suele  contener también aluminio en proporciones significativas. Al contrario que la turquesa, suele aparecen en forma de pequeños cristales más o menos definidos, a veces como esférulas radiadas, pero no como agregados compactos y microcristalinos . Es soluble, con dificultad, en ácido clorhídrico.

## Yacimientos
La calcosiderita es un mineral relativamente poco frecuente, conocido en alrededor de un centenar de localidades en el mundo. Se encuentra asociado a otros fosfatos secundarios, especialmente a libethenita, cyrilovita, dufrenita y cacoxenita. Los ejemplares más notables son probablemente los encontrados en la mina (wheal) Phoenix, Linkinhorne (Cornualles), Gran Bretaña. En España  se ha encontrado en varias localidades, entre ellas la mina La Paloma, en Zarza la Mayor (Cáceres) y el Reguerón del Geijo, en Castrocalbón (León).